# Heavenly (banda británica)
Heavenly es un grupo de música pop que nació durante el movimiento punk, formado en Oxford en 1989 por tres ex componentes de Talulah Gosh: Amelia Fletcher, Mathew Fletcher y Peter Momtchiloff. A estos se unirían Cathy Rogers, Robert Pursey y Dick Edwards. Son considerados los pioneros del twee pop.
El grupo pasó a llamarse Marine Research y remplazar a Mathew Fletcher por DJ Downfall en la bateria en 1996, tras el suicidio de Mathew Fletcher.

## Discografía

### Álbumes
Álbumes de estudio
- Heavenly vs. Satan (1991)
- Le Jardin de Heavenly (1992) con "Starshy", "Tool", "Orange Corduroy Dress" y "Different Day".
- The Decline and Fall of Heavenly (1994)
- Operation Heavenly (1996)

EPs
- P.U.N.K. Girl (1995)

### Sencillos
- "I Fell in Love last Night" (Sarah 030, 1990)
- "Our Love is Heavenly" (Sarah 041, 1990)
- "So Little Deserve" (Sarah 051, 1991)
- "She Says" (K, 1991)
- "Atta Girl" (Sarah 082, 1993)
- "Trophy Girlfriend" (K, split single con Bis, 1995)
- "Space Manatee" (Wiiija, 1996)